# 113 Degrés
 (janvier 2010).
Si vous disposez d'ouvrages ou d'articles de référence ou si vous connaissez des sites web de qualité traitant du thème abordé ici, merci de compléter l'article en donnant les références utiles à sa vérifiabilité et en les liant à la section « Notes et références ».
Albums de 113
113 fout la merde
(2002) Universel
(2010)
113 Degrés est le troisième album du groupe de hip-hop français 113, sorti en 2005 chez Jive Epic.
L'album aborde des thèmes variés tel que la paix, l'angoisse, la gloire, la famille, la vie à Vitry, l'envie de réussir, de s'évader, la délinquance, la prison, sujet peu abordé par le groupe auparavant.

## Liste des titres
| 1.    | La Grenade (Intro)                                                | Rim'K-AP-Mokobé, Demon                        | 1:51 |
| 2.    | Marginal (reprise du morceau Le testament de Jean-Pierre Rusconi) | Rim'K-AP-Mokobé, Frenesik                     | 3:22 |
| 3.    | 36, Quai des Orfèvres                                             | Rim'K-AP, La Squadra Azzura                   | 5:16 |
| 4.    | On sait l'faire (avec Booba & Le Rat Luciano)                     | Rim'K-AP-Booba-Le Rat Luciano                 | 4:16 |
| 5.    | Tapis rouge (avec Lil'Loo)                                        | Rim'K-AP-Manu Key, DJ Mehdi                   | 4:23 |
| 6.    | Trop puissant                                                     | Rim'K-AP, Demon                               | 4:16 |
| 7.    | On est ensemble (avec Molaré)                                     | Mokobé-Molaré, Molaré                         | 4:30 |
| 8.    | Un Jour de paix (avec Black Renégat)                              | Rim'K-AP-Black Renégat, Frenesik              | 4:06 |
| 9.    | Interlude de Niro                                                 | Rim'K-Mokobé                                  | 1:24 |
| 10.   | Juste un mic                                                      | Rim'K-AP-Mokobé-Manu Key, Le Gang Du Lyonnais | 4:14 |
| 11.   | Radio Taulard                                                     | Frenesik                                      | 2:40 |
| 12.   | Mutinerie                                                         | Rim'K-AP, Frenesik                            | 2:43 |
| 13.   | L'École du crime (avec Mobb Deep)                                 | Rim'K-AP-Prodigy-Havoc, Alchemist             | 4:07 |
| 14.   | Partir loin (avec Reda Taliani)                                   | Rim'K-Taliani, Frenesik                       | 4:06 |
| 15.   | Tire-toi vite (avec Buju Banton)                                  | Rim'K-AP-Mokobé-Banton, Frenchie              | 4:08 |
| 16.   | Interlude Pacino                                                  | Rim'K-AP, Sheer-Yanis                         | 0:52 |
| 17.   | Avec peu de moyens                                                | Rim'K-AP, Therapy                             | 6:00 |
| 18.   | C'est même pas la peine                                           | Rim'K-AP-Demon One, Demon                     | 3:56 |
| 19.   | Vitry nocturne                                                    | Rim'K-AP-Vitry All Stars, DJ Mehdi            | 6:28 |
| 20.   | Cercle familial                                                   | Rim'K, Soul Supreme                           | 3:11 |
| 21.   | Un Truc en moi                                                    | Rim'K-AP-Mokobé-Manu Key, Demon-Nirvana       | 3:43 |
| 77:50 |                                                                   |                                               |      |

## Accueil commercial
L’album 113 Degrés est le troisième album du groupe 113, et marque un tournant dans leur carrière en consolidant leur statut de figures majeures du rap français. Certifié disque d’or en sept mois, il contient notamment les morceaux Partir loin et Jour de paix. Avec les participations de Booba, Le Rat Luciano ou encore Mobb Deep sur le titre L’école du crime.

### Certifications et ventes
| Région        | Certification | Ventes/Streams |
| ------------- | ------------- | -------------- |
| France (SNEP) | Or            | 200 000        |